# 49 (عدد)
49 (تسعة والأربعين) هو عدد طبيعي يلي العدد 48 ويسبق العدد 50.